# Feltiella davisi
Feltiella davisi är en tvåvingeart som beskrevs av Ephraim Porter Felt 1915. Feltiella davisi ingår i släktet Feltiella och familjen gallmyggor.
Artens utbredningsområde är Indiana. Inga underarter finns listade i Catalogue of Life.